# Bloodlines (livro)
Bloodlines, no Brasil: Laços de Sangue, é o primeiro romance da série de mesmo nome, Bloodlines, spin-off da série de livros Vampire Academy, da escritora americana Richelle Mead. Foi lançado em 23 de agosto de 2011 nos Estados Unidos e em 18 de julho de 2013 no Brasil.

## Sinopse
Sydney estava encrencada. Em sua última missão, ela tinha ajudado a damphir Rose Hathaway a escapar da prisão, e essa aliança foi considerada uma traição grave, já que vampiros e damphirs são criaturas terríveis e antinaturais, ameaças àqueles que os alquimistas devem proteger - os humanos. Com sua lealdade colocada em questão, Sydney se sente obrigada a voluntariar-se para uma tarefa nada agradável - ajudar a esconder Jill Dragomir, uma princesa vampira que está sendo perseguida por rebeldes que querem o poder. Caso ela seja capturada e assassinada, a rainha Lissa ficará sem nenhum parente vivo e, como manda a lei, terá de abdicar do trono - o que culminará numa guerra civil tão sangrenta no mundo dos vampiros que certamente afetará a humanidade.
Assim, pelo bem dos humanos, Sydney aceita se disfarçar de estudante e passa a conviver diariamente com Jill e seu guardião Eddie, quando os três são matriculados como irmãos no último lugar em que qualquer um procuraria a realeza dos vampiros - a Escola Preparatória Amberwood, em Palm Springs, na Califórnia. Mas entre uma pizza e outra, entre um jogo de minigolfe e uma conversa sobre garotos, ela começa a ter a sensação de que talvez esses seres estranhos não sejam tão maus assim, principalmente Adrian, um vampiro muito próximo de Jill que desperta os sentimentos mais contraditórios - e proibidos - em Sydney...
O problema é que além de refletir sobre suas convicções e se preocupar com o seu coração, que anda acelerando mais do que deveria, a garota terá de encarar outros inconvenientes um pouco mais graves, como as tatuagens que viraram febre entre os alunos da escola e que parecem conferir poderes sobrenaturais a quem as usa. De que ingredientes elas eram feitas? Quem estaria por trás disso? Será que havia algum alquimista traidor entre eles? Caberá a Sidney resolver todos esses mistérios e garantir a paz entre os humanos antes que seja tarde demais.

## Personagens
- Sydney Sage – uma alquimista e personagem principal da série.
- Adrian Ivashkov – um Moroi da realeza, usuário do espírito e ex-namorado de Rose Hathaway.
- Jill Mastrano – a meia-irmã da Rainha Vasilisa Dragomir, usuária de água e conectada a Adrian.
- Eddie Castile – dampiro guardião de Jill.
- Lee Donahue – um Moroi usuário de ar, filho de Clarence Donahue.
- Keith Darnell – um alquimista responsável pela cidade de Palm Springs e surpervisor de Sydney.
- Micah Vallence – humano colega de quarto de Eddie em Amberwood.
- Ibrahim 'Abe' Mazur – um Moroi pai de Rose Hathaway.
- Clarence Donahue – um Moroi que mora em Palm Springs

## Prêmios e indicações
| Ano  | Prêmio                  | Categoria                                    | Resultado |
| ---- | ----------------------- | -------------------------------------------- | --------- |
| 2011 | Goodreads Choice Awards | Favorite Book of 2011                        | Indicado  |
| 2011 | Goodreads Choice Awards | Best Young Adult Fantasy and Science Fiction | Indicado  |

## Ligações Externas
- Página de Bloodlines no site oficial de Richelle Mead
- Página brasileira de Bloodlines na página brasileira sobre a série Vampire Academy